# Lesneven

Lesneven este o comună în departamentul Finistère, Franța. În 1 ianuarie 2022 avea o populație de 7.471 de locuitori.